# Wowtscha (Siwerskyj Donez)
Die Wowtscha (ukrainisch Вовча; russisch Волчья (Woltschja)) ist ein linker Nebenfluss des Siwerskyj Donez in der ukrainischen Oblast Charkiw von 88 km Länge.
Ihre Quelle liegt in Russland, in der Nähe der russisch-ukrainischen Grenze, beim Dorf Woltsche-Alexandrowka. Sie fließt in überwiegend westlicher Richtung. Die Mündung in den Donez befindet sich in der Nähe der Stadt Wowtschansk.